# Aegon I Targaryen
Aegon I Targaryen, apodado «Aegon el Conquistador» o «Aegon el Dragón», es un personaje ficticio de la saga de libros Canción de hielo y fuego de George R.R. Martin. Fue el primer rey de los Siete Reinos del 1 d. C. (después de la Conquista) hasta su muerte en el 37 d. C. Es el fundador de la dinastía Targaryen que, para inicios de la saga, había perdurado en el poder casi trescientos años hasta el reinado de Aerys II Targaryen. Maegor Targaryen fue su primer hijo, lo cual el es el heredero legitimo, y su hermano el usurpador "Aerys Targaryen"

## Concepción y diseño
Pocas veces habían conocido la paz esos siete reinos, ni dentro de sus fronteras ni fuera de ellas, y el hombre que los uniera bajo un único poder debía ser verdaderamente extraordinario.
Cita de El mundo de hielo y fuego

La figura de Aegon el Conquistador está basada en el primer rey normando de Inglaterra, Guillermo el Conquistador. Al igual que el personaje histórico, ambos conquistaron el trono de un territorio que, tradicionalmente, se hallaba dividido (Poniente en los denominados «Siete Reinos», e Inglaterra en los reinos de Wessex, Sussex, Kent y Northumbria).
Las crónicas de El mundo de hielo y fuego relatan que Aegon el Conquistador era un hombre de carácter solitario. Su único gran amigo fue el que se rumoreaba que era su hermano bastardo, Orys Baratheon. Si bien su reputación como guerrero y como militar fue legendaria dentro de la obra, lo cierto es que no era un apasionado de la caballería, ni gustaba de las justas o de los torneos. Tampoco fue un amante de la política, en ocasiones delegando los asuntos de gobierno en su hermana Visenya y en sus consejeros, mientras él se dedicaba a viajar por los Siete Reinos para ganarse el favor de todos los señores y súbditos. Como monarca fue duro pero transigente, y tenía la habilidad de rodearse de buenos consejeros a los que pedía asesoramiento siempre que era necesario. Su reinado se caracterizó por una gran gestión, merced a sus decisiones de gobierno y a su carisma personal.
«Aegon» se convirtió en el nombre más popular dentro de los Targaryen para nombrar a los hijos varones, debido a la influencia que Aegon el Conquistador había generado (prueba de ello es que hubo hasta cinco Aegon en el Trono de Hierro). De destacar es el personaje de Jon Nieve, que, según aparece en la adaptación televisiva, recibió el nombre de «Aegon Targaryen» por parte de su padre, el príncipe Rhaegar Targaryen.

## Historia

### Antes de la Conquista
Los Targaryen se habían trasladado desde la antigua Valyria cuando una de las hijas de un antiguo señor de la Casa tuvo un sueño profético sobre la Maldición de Valyria. Los valyrios habían empleado, tradicionalmente, dragones para sus batallas, con los cuales fundaron un gran imperio que, tras el cataclismo, se extinguió.
Desde hacía generaciones, los Targaryen habitaron en la isla-fortaleza de Rocadragón, ubicada cerca de las costas del continente de Poniente. Por entonces, este continente se hallaba dividido en diversos reinos con frecuentes disputas territoriales entre sí.
Aegon ya tenía en mente conquistar Poniente, tallando en una mesa de Rocadragón la geografía del continente para cuando acometiera la tarea. Buscaba un pretexto que le permitiera iniciar la conquista, y lo encontró gracias a Argilac Durrandon, el Rey de las Tierras de la Tormenta. Argilac le ofreció a su hija en matrimonio a cambio de ayuda para luchar contra otro de los reinos en una de sus constantes disputas territoriales; Aegon lo rechazó, sin embargo, propuso en su lugar a su amigo Orys Baratheon (quien se decía que era su hermano bastardo). Argilac, ofendido, le envió las manos del mensajero que le llevó la proposición. Furioso, Aegon convocó a sus vasallos y envió cartas por todo Poniente con un escueto mensaje: «Poniente no tendrá más que un rey».

### La Conquista
Aegon y sus hermanas-esposas desembarcaron en la Bahía del Aguasnegras, donde fundaron un fuerte que sería el embrión de la futura Desembarco del Rey. Su hermana Visenya se encargó de coronarle, mientras que su otra hermana Rhaenys le otorgó los títulos de «Aegon, el primero de su nombre, Rey de Poniente y Escudo de su Pueblo».
Como tradicionalmente habían empleado los valyrios, Aegon y sus hermanas montaban, cada uno, a un dragón. Aegon montaba a Balerion, el más grande de ellos, conocido como «Terror Negro»; Visenya montaba a Vhagar, una dragona casi tan temible y grande como Balerion; y Rhaenys lo hacía en Meraxes, otra dragona de grandes dimensiones. Todos fueron fundamentales para lograr el objetivo del Conquistador.
El primer rey de Poniente que cayó fue Harren Hoare, conocido como «Harren el Negro», Rey de las Islas del Hierro y de las Tierras de los Ríos. Aegon incineró a Harren dentro del bastión de Harrenhal junto a todo su linaje, apoderándose de las Tierras de los Ríos y otorgando su señorío a la Casa Tully, mientras que los señores de las Islas del Hierro eligieron a la Casa Greyjoy como sus señores.
Mientras Aegon y sus hermanas se apoderaban de las Tierras de la Disputa (conocidas después como las Tierras de la Corona), Orys Baratheon dirigió un ejército contra las Tierras de Tormentas. Argilac plantó batalla, pero cayó ante el empuje de Orys y el dragón de Rhaenys. Aegon le otorgó el señorío de Bastión de Tormentas al propio Orys.
Conscientes ya del peligro que suponían Aegon y sus dragones, los reyes Loren Lannister de la Roca, y Mern Gardener del Dominio, conformaron una alianza para frenar los ambiciosos deseos de los Targaryen. Juntos reunieron un ejército de 50.000 hombres y plantaron batalla ante Aegon; este y sus hermanas desplegaron a sus tres dragones por primera y última vez, incinerando a una gran parte del ejército aliado. El rey Mern y todo su linaje falleció durante la batalla, mientras que Loren Lannister decidió hincar la rodilla, de manera que Aegon le permitió conservar el señorío sobre Roca Casterly y le nombró «Guardián del Occidente»; por otro lado otorgó el señorío sobre el Dominio a la Casa Tyrell, nombrándoles «Guardianes del Sur».
El Valle de Arryn cayó fácilmente, cuando Visenya descendió con Vhagar sobre el Nido de Águilas. La Regente del Valle, y madre del pequeño Lord Arryn, se rindió, de manera que los Arryn conservaron su señorío, siendo nombrados «Guardianes del Oriente».
Mientras tanto, en el Norte, el rey Torrhen Stark reunió un ejército con el objetivo de detener a los Targaryen en la región del Cuello, sin embargo, al observar el inmenso ejército de Aegon y a sus tres dragones, decidió hincar la rodilla para evitar una masacre inútil. Aegon le permitió conservar el señorío sobre Invernalia y le nombró «Guardián del Norte».
Dorne era el único de los Siete Reinos que aún no se había sometido a los Targaryen. Los intentos de conseguir una rendición por parte de los Martell fueron infructuosos, y Aegon desató una campaña de conquista que duró años. Los dornienses no se sometieron, y fueron el único de los reinos que logró mantenerse independiente del poder de la Casa Targaryen, reconociendo Aegon su autonomía tras la muerte de la reina Rhaenys en batalla.

### Rey de los Siete Reinos
Aegon decidió crear una nueva capital en el lugar donde había desembarcado por primera vez en Poniente. Así nació la ciudad de Desembarco del Rey, que con el tiempo se convirtió en la mayor urbe del continente, sobre tres colinas (de manera similar a la gran ciudad de Roma). Como asentamiento de la familia real inició la construcción de la Fortaleza Roja, un gran bastión que serviría como residencia, lugar de control y símbolo de poder de los Targaryen.
Para forjar su trono, Aegon reunió las espadas de sus enemigos caídos y los fundió empleando el fuego de su dragón Balerion. De esa manera nacía el denominado «Trono de Hierro». Que este trono fuera tan abrumador y peligroso para el monarca era totalmente intencionado por parte de Aegon que, según las crónicas de la obra, declaró: «un rey nunca debería sentarse cómodamente».
Después de sufrir un atentado en las calles de Desembarco del Rey en el año 10, Aegon decidió fundar un cuerpo de caballeros cuyo único objetivo fuera la protección de la familia real; así nacía la Guardia Real.
La Fe de los Siete era la institución encargada de velar por la fe en los Siete Reinos. Su poder e influencia era demasiado notable como para que Aegon la ignorara, de manera que, para congraciarse con ella, construyó dos grandes septos en Desembarco del Rey; el Gran Septo en una de las colinas de la ciudad, y el Septo de la Conmemoración. La Fe decidió bendecir el reinado de Aegon, así como tolerar la bigamia incestuosa de Aegon sus dos hermanas.
Aegon fallecería en el año 37 DC, mientras se hallaba en Rocadragón. Su hijo con Rhaenys, Aenys, ascendió al trono como nuevo Rey de los Siete Reinos. Sin embargo, a su muerte estallaron varias rebeliones que sumieron al continente en el caos.

## Vida personal
Los Targaryen heredaron las costumbres valyrias, que incluían el incesto como manera de mantener la «pureza de la sangre». Por ello, Aegon contrajo matrimonio con sus dos hermanas, Visenya y Rhaenys; las crónicas de la obra afirman que con la primera lo hizo por deber, mientras que con la segunda por pasión.

### Visenya Targaryen
Visenya era la hermana mayor de Aegon. Se la describe como una «mujer dura y severa», pero también apasionada. Prefería las artes de la caballería antes que las labores femeninas, y disfrutaba de las actividades bélicas; por ello esgrimía la espada de acero valyrio Hermana Oscura, una espada que, según afirma la obra, se adaptaba a la forma de la mano de una mujer. También en la obra se especula con que practicaba «artes oscuras». Como montura tenía al dragón Vhagar.
Su matrimonio con Aegon fue más formal que pasional. Su relación nunca fue muy estrecha y empeoró durante los últimos años de reinado de Aegon, siendo frecuentes sus discusiones. Pese a todo, ambos se profesaron gran lealtad.
Durante la Conquista, Visenya participó en la quema de la flota de la Casa Arryn, en la sumisión de las casas de las Tierras de la Disputa, y en la batalla contra las casas Lannister y Gardener. También sometió a la Casa Arryn cuando descendió sobre el Nido de Águilas con Vhagar. Durante la guerra contra los dornienses se dedicó a quemar los bastiones de los señores tras la muerte de su hermana Rhaenys.
Con Aegon, Visenya tuvo un único hijo, Maegor, el cual se convirtió en Rey de los Siete Reinos tras la muerte de Aenys, el otro hijo de Aegon con Rhaenys. Visenya ejerció como mano derecha y principal confidente de su hijo hasta su muerte en el año 44 DC, cuatro años antes de la de su propio hijo.
En la saga, Visenya es reconocida como una gran guerrera y una reputada comandante y política, algo raro para las mujeres dentro de la saga de Martin. Para personajes femeninos amantes de artes masculinas como Arya Stark, Visenya es una figura a imitar.

### Rhaenys Targaryen
Rhaenys fue la hermana menor de Aegon el Conquistador, además de su otra esposa. Rhaenys era considerada muy distinta de su hermana mayor; gustaba de la vida social y de las artes, y poseía unos gustos más frívolos que Visenya, teniendo también amantes propios. Su montura era el dragón Meraxes, sobre el cual adoraba volar y explorar territorios, afirmándose en la obra que pasaba mucho más tiempo que sus hermanos volando en su dragón.
En la Conquista, Rhaenys apoyó al ejército de Orys Baratheon en su guerra contra el Rey de la Tormenta, luchó con sus hermanos contra los Lannister y los Gardener, y participó en el intento de conquista de Dorne, durante la cual falleció cuando Meraxes fue abatido. El cuerpo de Rhaenys nunca regresó a Desembarco del Rey.
Con su esposo, Rhaenys tuvo un hijo, Aenys, el cual heredó el Trono de Hierro a la muerte de Aegon, pues este lo había designado como su sucesor. 